# Trichomalus lepidus
Trichomalus lepidus är en stekelart som först beskrevs av Förster 1841.  Trichomalus lepidus ingår i släktet Trichomalus, och familjen puppglanssteklar. Arten är reproducerande i Sverige.